# 徐琨 (臺灣縣知縣)
徐琨，漢軍正黃旗人，清朝官員。徐琨於1726年（雍正4年）接替周鍾瑄，於台灣擔任台灣府台灣縣知縣。管轄約今台灣南部之嘉義縣、嘉義市、台南縣、市全境及高雄縣部份區域。該區域面積約為4500平方公里，也是清治時期台灣島之漢人集中地所在。